# Dynabook (企業)
Dynabook株式会社（ダイナブック、英: Dynabook Inc.）は、東京都江東区豊洲に本社を置く、パソコン及びシステムソリューション商品の開発、製造、販売を主な事業とする電機メーカーである。シャープの完全子会社（シャープを介した鴻海精密工業の孫会社）。
かつての商号は、東芝クライアントソリューション株式会社（とうしばクライアントソリューション、英: TOSHIBA CLIENT SOLUTIONS CO., LTD.、略称：TCS）で、東芝の子会社だった。サポート&サービス事業は東芝コンシューママーケティングが担当する。

## 沿革
- 1954年（昭和29年）9月9日 - 「川崎タイプライタ」として創業。
- 1958年（昭和33年）5月 - 東京芝浦電気（現：東芝）の完全子会社となり、東芝タイプライタに社名変更。
- 1968年（昭和43年）4月 - 東芝ビジネスマシンに社名変更。
- 1984年（昭和59年）10月 - 東芝情報機器に社名変更。
- 2016年（平成28年）4月 - 東芝からパーソナルコンピュータ（PC）関連事業を承継し、東芝クライアントソリューションに社名変更。
- 2018年（平成30年）10月 - 東芝がシャープへ発行済み株式の80.1%を譲渡[1]。
- 2019年（平成31年）1月1日 - Dynabook株式会社（Dynabook Inc.）に社名変更[2]。
- 2020年（令和2年）8月4日 - 東芝は残り19.9%の株式をシャープへ約40億円で売却し、Dynabookは同社の完全子会社となる[3]。

## 主な製品

### dynabook
dynabook（ダイナブック、かつてはDynaBook）は、Dynabook株式会社が製造して販売し、東芝コンシューママーケティング（TCM。2016年から美的グループ傘下の東芝ライフスタイルグループ）が修理等のアフターサポートを担当する、パーソナルコンピュータの商標である。1989年（平成元年）6月に発売された製品のJ-3100SS型が通称として使われて今に至っている。

#### 製品史

##### 由来
アラン・ケイが提唱した「ダイナブック」ビジョンから名称を定めた。日本国内では、商標として既に登録していたアスキーに使用料を支払い使用したが、アメリカでは権利者と交渉が成立せずに使用を断念した。アラン・ケイ本人はJ-3100SSに対し「まだまだ構想とかけ離れてはいるが、こんな商品をよく作ってくれた」と当時の担当者に賛辞を送っている。その一方で「DOSベースのただのノートパソコンにダイナブックを名前をつけるとは何事か」との批判もみられたが、東芝のブランドとして定着した。

##### ラップトップPCの開発

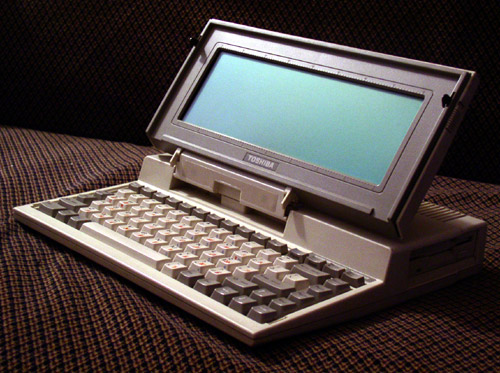
ラップトップ型 T1000（1987年）

東芝は1985年に、製品単体重量で4キログラム (kg) のIBM PC互換ラップトップパソコンT1100を輸出専用モデルとして発売し、以降本格的にPCハードウェア市場へ参入した。1986年に、10メガバイト (MB) のハードディスクドライブを搭載したラップトップパソコンT3100、日本国内向けJ-3100、をそれぞれ世界で初めて発売した。ラップトップ型で培った小型化技術は、ノートブック型パソコンDynaBookシリーズの布石となった。

##### 小型ノートパソコンの登場

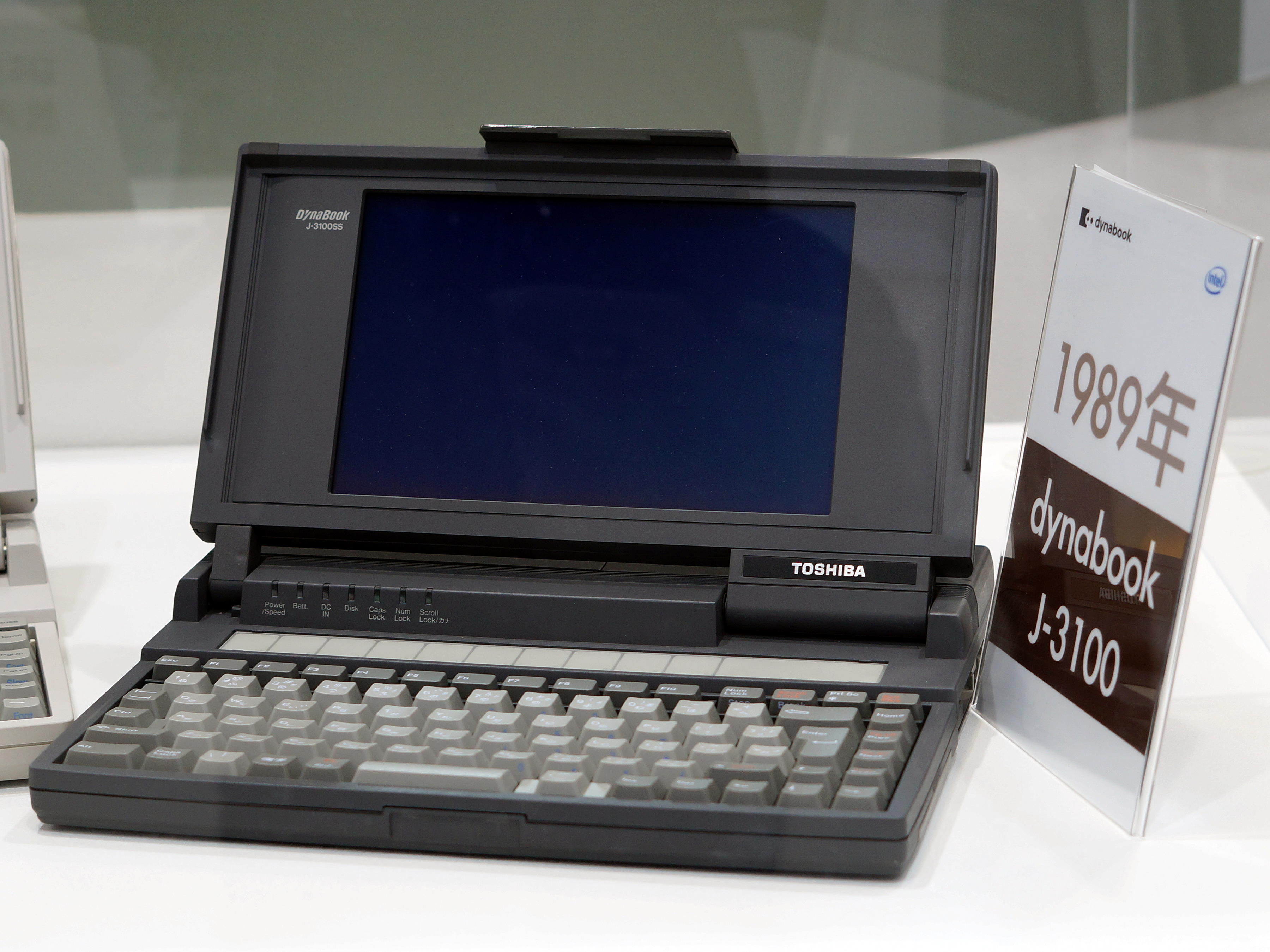
初代J-3100SS

ダイナブック初代のJ-3100SSは、20万円を切る低価格と従来のラップトップPCより小型軽量な筐体が好評を得て、ブック型、ノート型PCの先駆となった。
アーキテクチャはラップトップ型J-3100シリーズ同様にIBM PC互換で、解像度640x400ピクセルにELバックライトを搭載した液晶画面は独自の日本語表示機能を80桁x25行で追加し、英語モードでIBM PC用ソフトウェアが実行できた。PC/AT互換機ベースだが、初代はIBM PC XTベースで、グラフィックは英語モードでCGA上位互換、内部バスは8ビットISAのXTバスであった。標準で1.5MBのRAMと、日本語入力システムのATOK7を収めたROMを搭載していた。外部記憶のハードディスクは搭載しないが、日本語環境とテキストエディタ、通信ソフト、コンパイラなどを外部メディアに依存せず、可搬性に優れ、ノートパソコンに要求される機能と性能を満たした。
サイズの縮小に努力が払われ、フロッピーディスクドライブは25.4 mmの厚さがあった従来品を、18 mmまで薄くすることが目標とされ、キーボード、液晶画面、その他筐体内の密度の高い実装に試行錯誤した。
1991年に東芝はOADGに加盟し、ダイナブックも独自の日本語表示機能から、純粋なPC/AT互換機（いわゆるDOS/V）に移行し、キーボード配列もOADG準拠の配列に移行した。ノートPCに必要な部品の多くを自社またはグループ会社で開発生産し、新開発の部品を用いた製品を他社に先駆けて発売した。1990年代後半の機種は、自社開発のBIOS、チップセット、メインメモリー、ハードディスク、光学ディスクドライブ、液晶パネル、バッテリーセルなどの部品が東芝またはグループ会社の製品で構成されている製品もある。ノートPCに最適化したチップセットの開発で培った電力制御技術を活かして、インテル、マイクロソフトと共に電源管理の規格ACPIの策定にも当初から参加した。

##### 市場シェアの推移
ダイナブックは日本国内で高く評価され、海外はダイナブックの商標を使用していないが北米と欧州で評価が高く、1986年から1993年までノートPCの市場占有率が世界1位となる。1994年はコンパックが1位で東芝は2位となるが、1994年に東芝が1位となり、1994年から2000年までノートPC世界シェア7年連続1位となる。2001年はDellが1位となり、以後コンパックを買収したヒューレット・パッカード (HP)、エイサー (Acer)、レノボなど新興メーカーの後塵を拝することとなる。
2009年の出荷台数によるPC販売の世界集計で東芝は、HP、Acer、デル (Dell)、レノボに次いで5位で、2016年度はTrendForceによれば占有率1.6%で8位、2017年度は集計順位に掲載されなかった。
日本市場は、2006年BCNランキングでPOSデータ集計セールスナンバーワン・ベンダーを選ぶ第8回「BCN AWARD 2007」実売数ノートPC部門1位を初受賞するなど、日本国内におけるノートパソコンの販売シェアは堅調である。世界シェアがほとんど無くなった2016年度においても堅調で、日本のPC市場全体における東芝のシェアは4位で、12.4%のシェアを持つ（出荷台数ベース、MM総研調査）。

##### シャープへPC事業譲渡
2017年の販売台数は180万台で、2018年6月現在、東芝のPC事業は5年連続の赤字で、シャープへTCS株式の80.1％を約40億円で売却して撤退する。シャープは2010年のMebius生産終了以来、8年ぶりに再びPC事業に参入する。
2018年12月3日、TCSは2019年1月1日付で「Dynabook株式会社」（Dynabook Inc.）へ社名変更することを発表した。Mebiusブランドの復活は「商品のニックネームとしてはあるかもしれない」と含みを持たせている。

#### ラインナップ

##### 日本国内のラインナップ

ダイナブックの歴代機種一覧（日本国内のみ）（令和5年（2025年）3月現在）
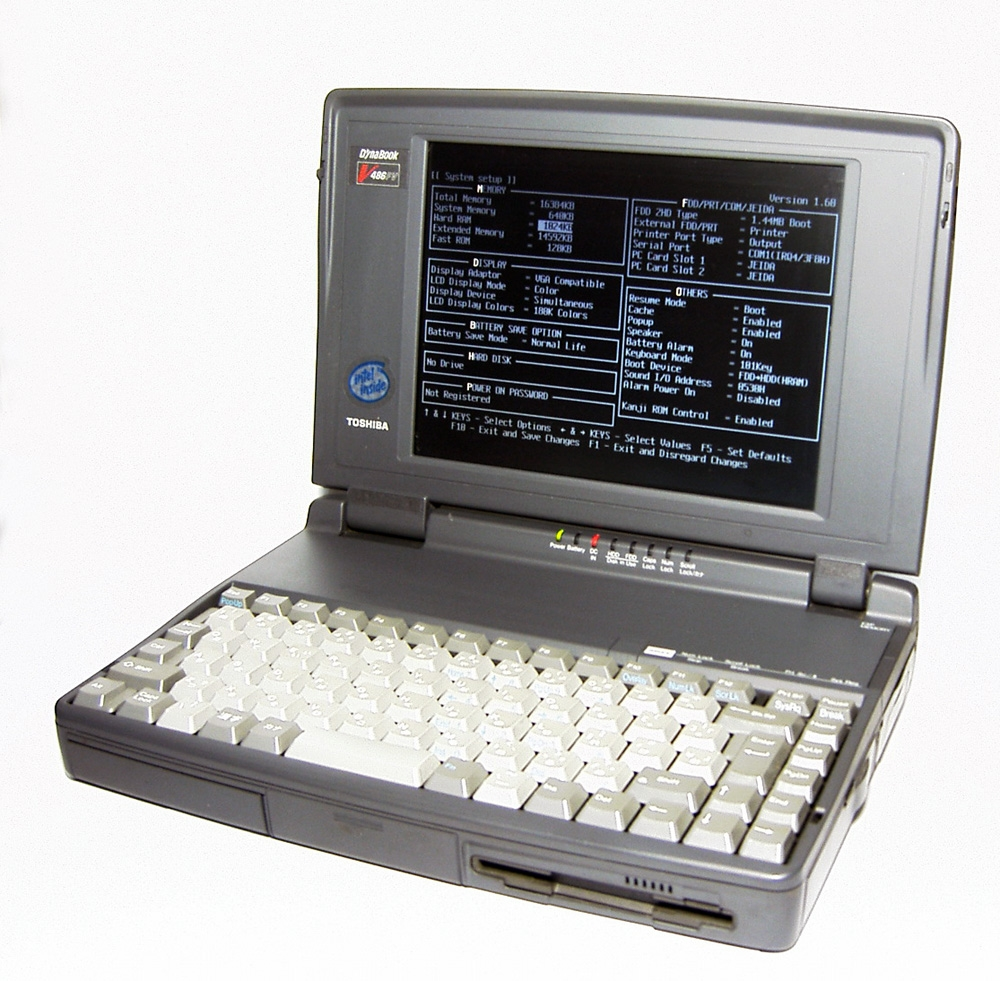
DynaBook FV475 501TW （1994年）
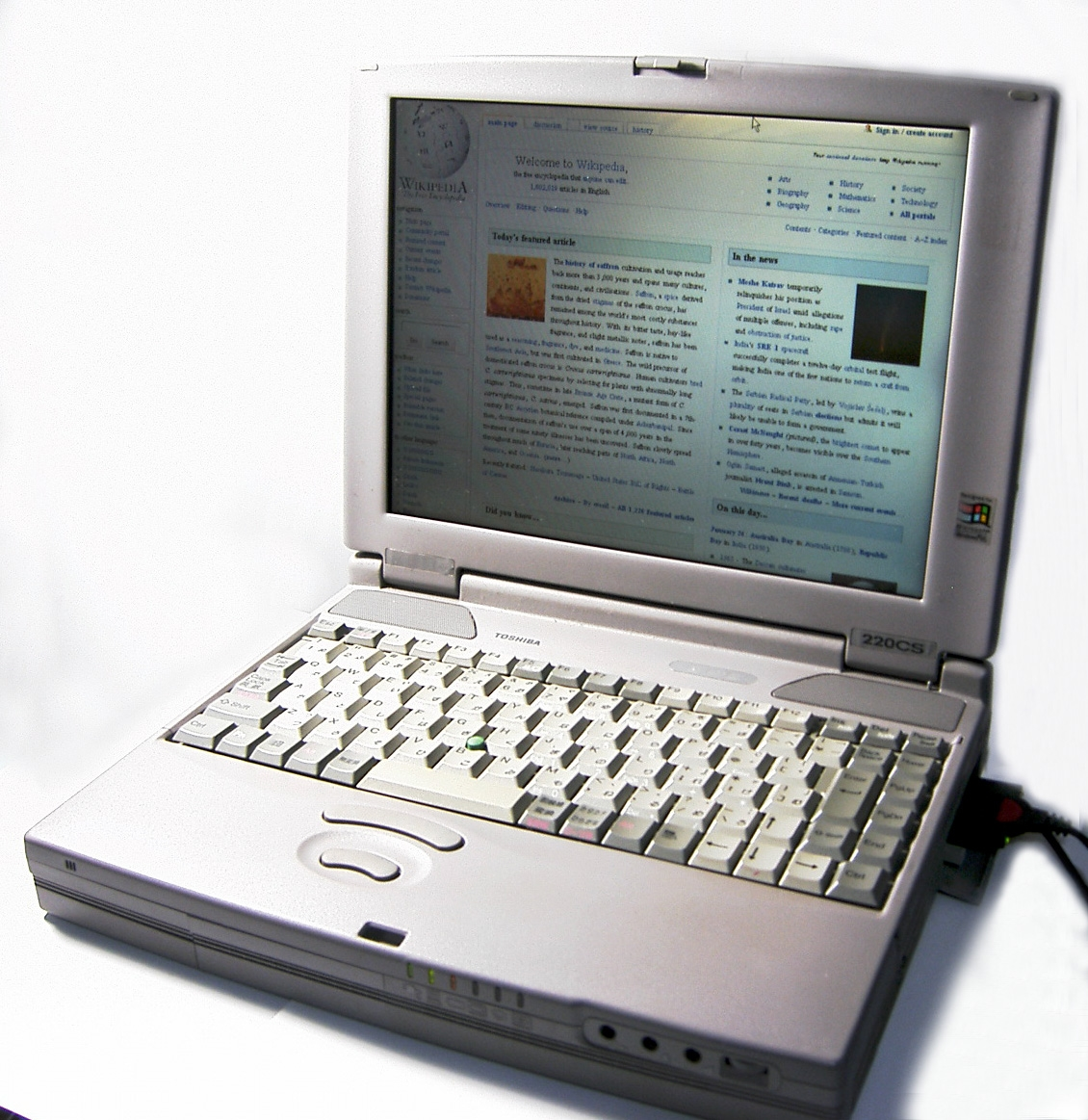
DynaBook Satellite 220CS （1997年）
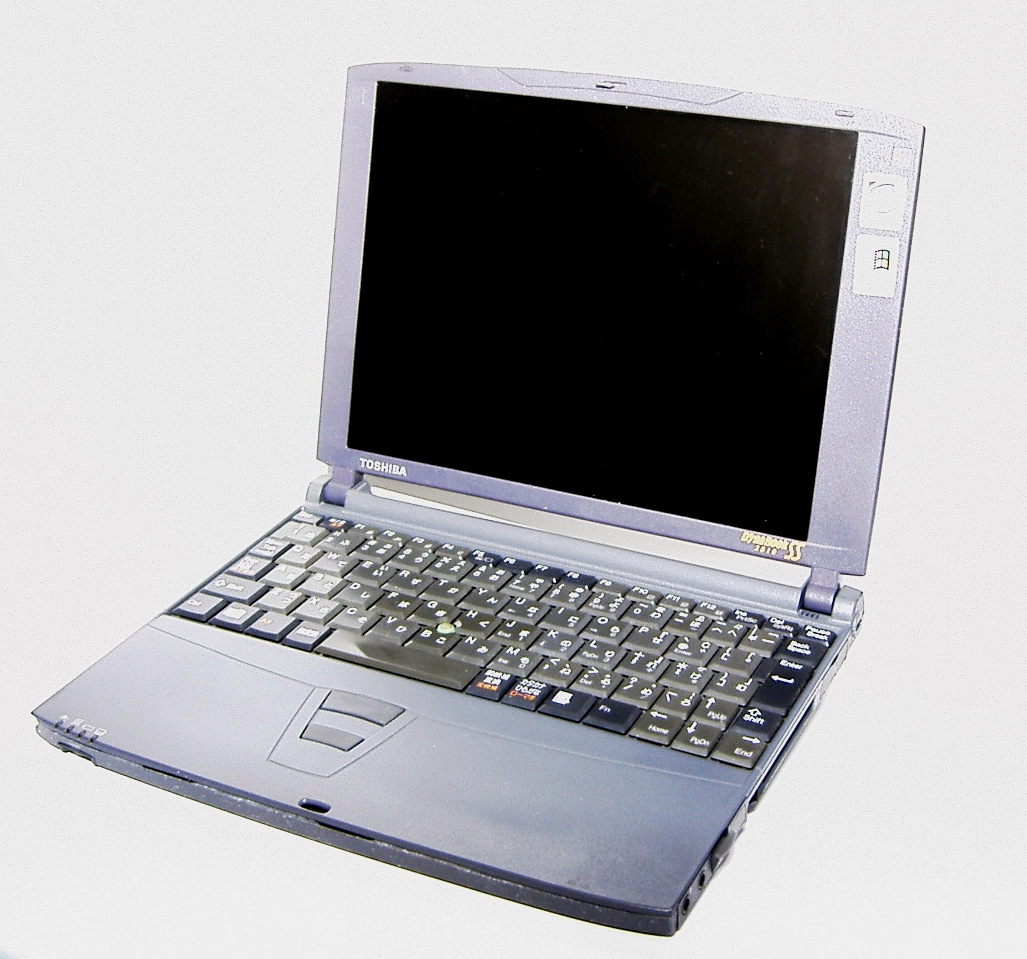
DynaBook SS 3010 （1998年）
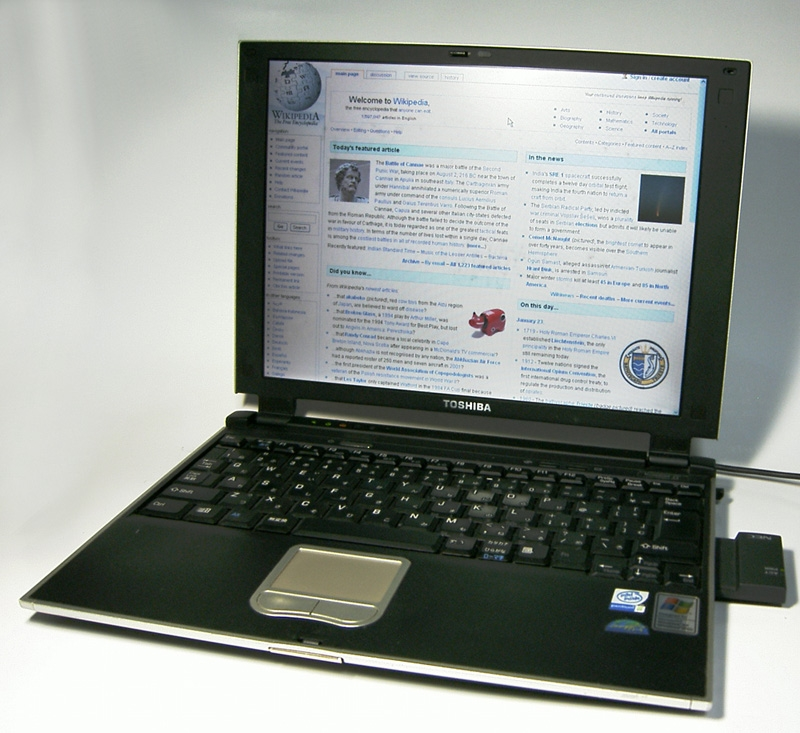
DynaBook SS 2000-DS80P （2001年）
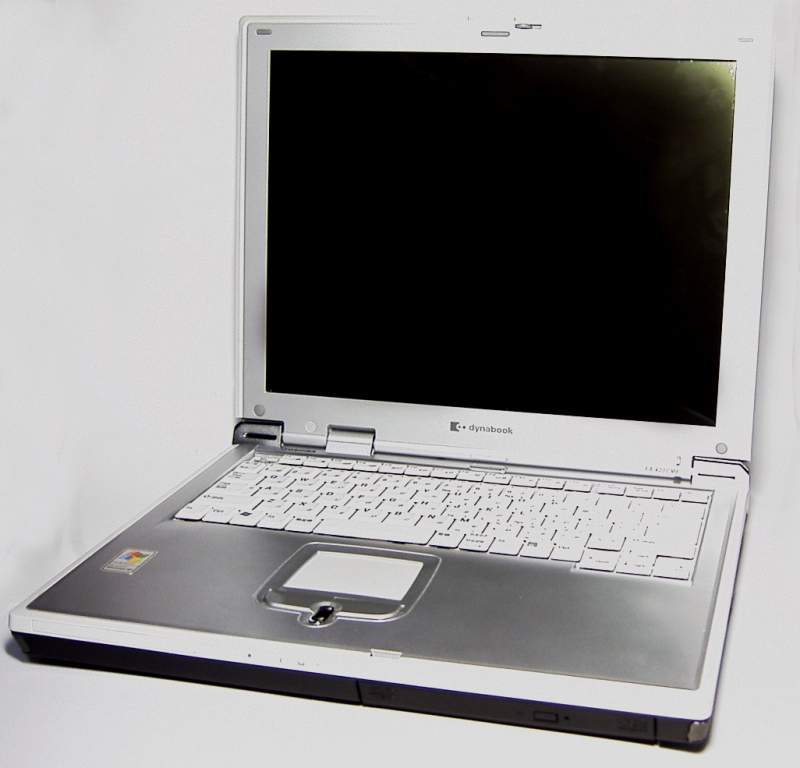
dynabook E7 518CME（2003年）
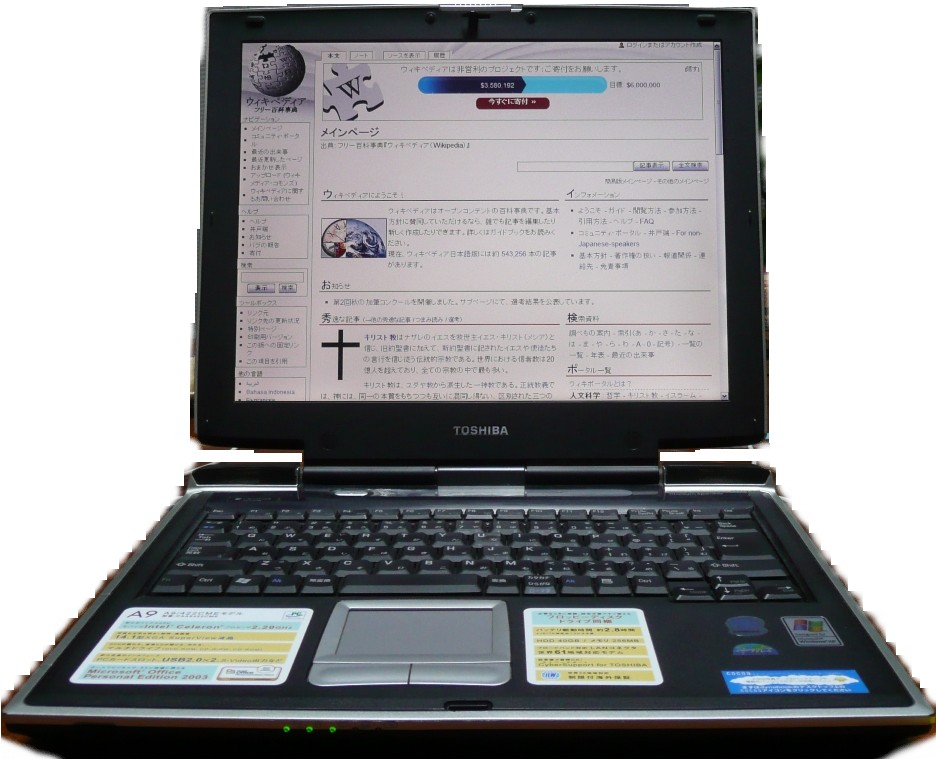
dynabook A9 422CME (2003年)
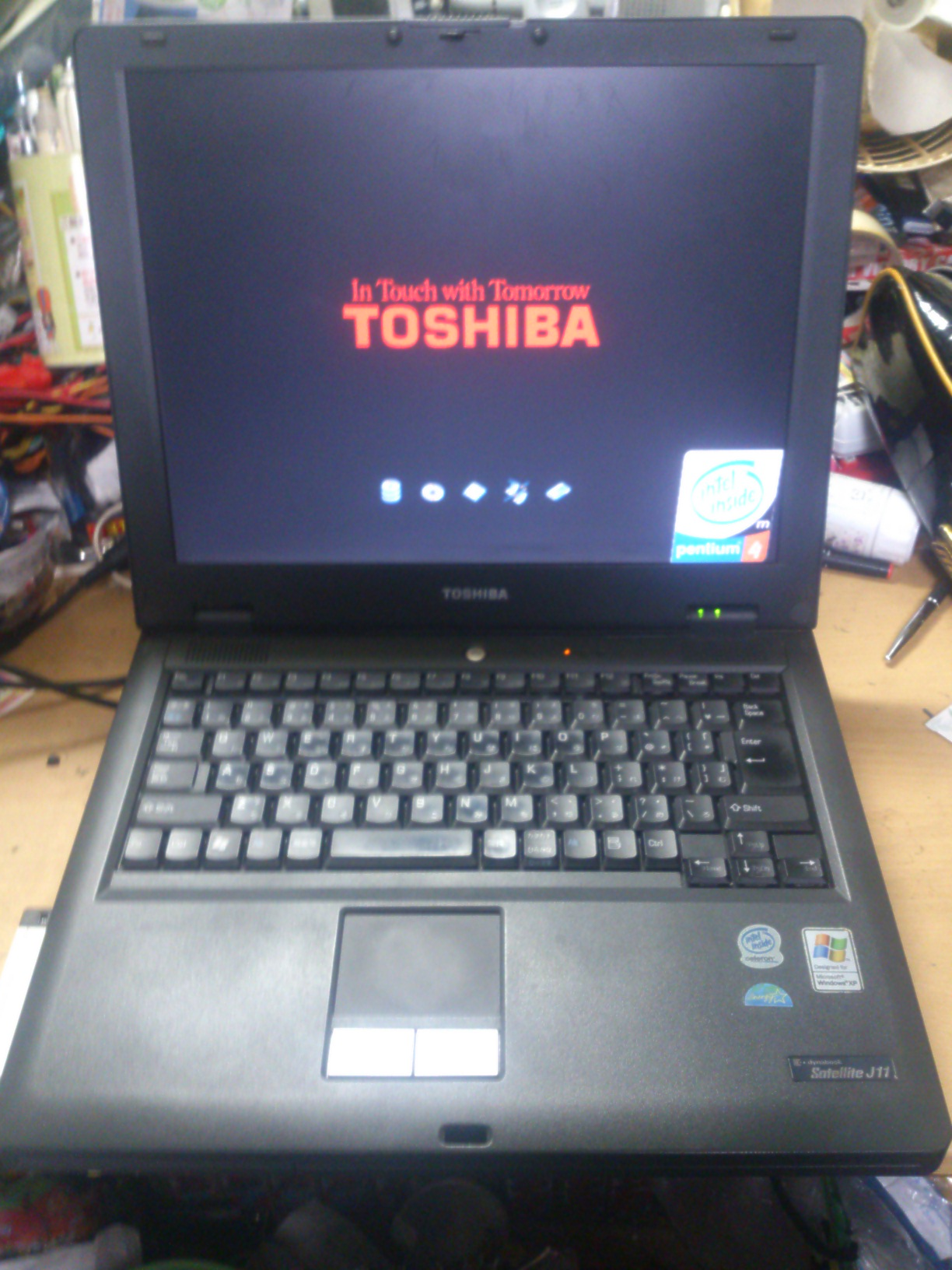
DynaBook Satellite J11(2004年)
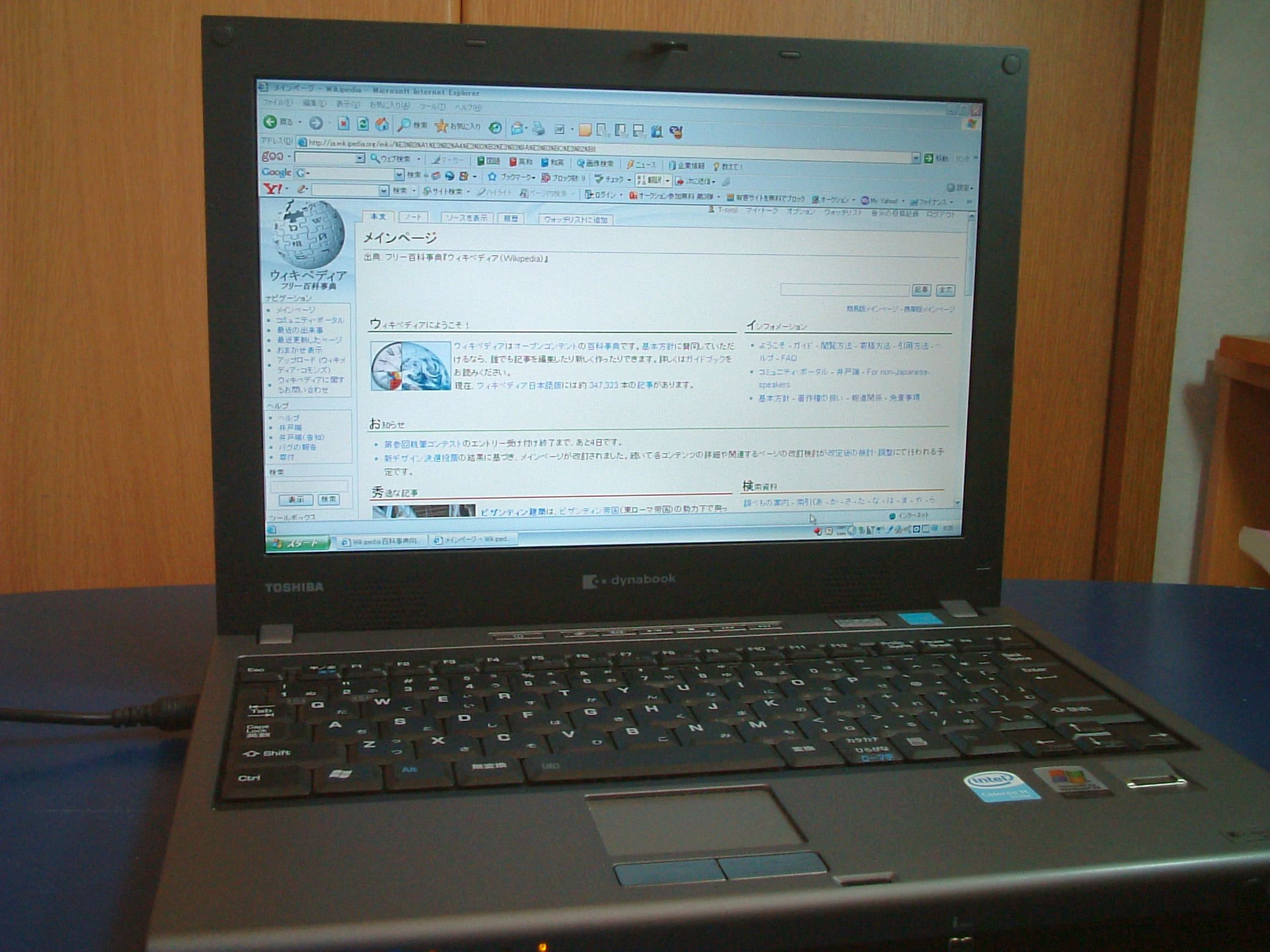
dynabook SS MX/370LS (2006年)
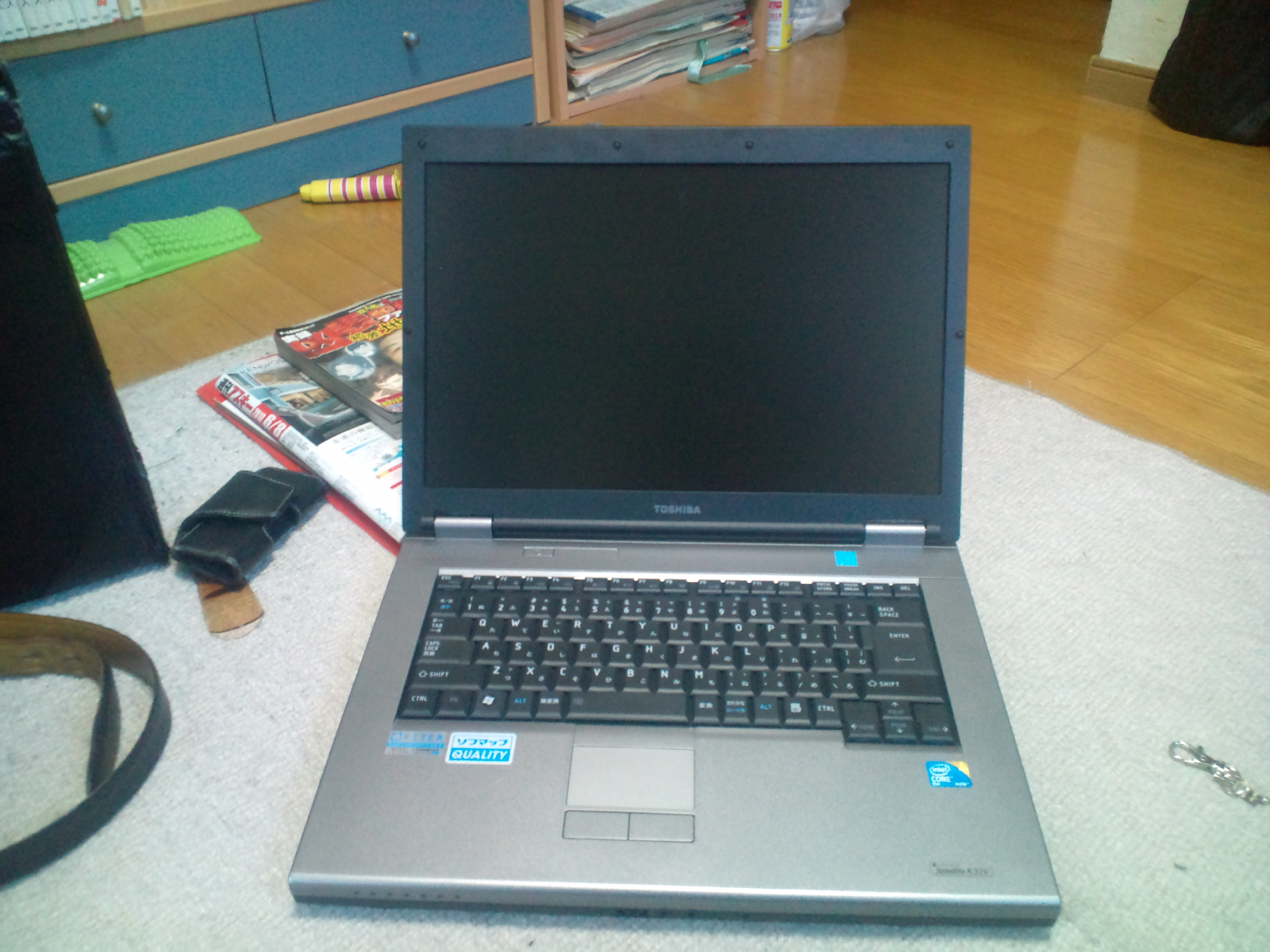
dynabook Satellite K32V（2009年）
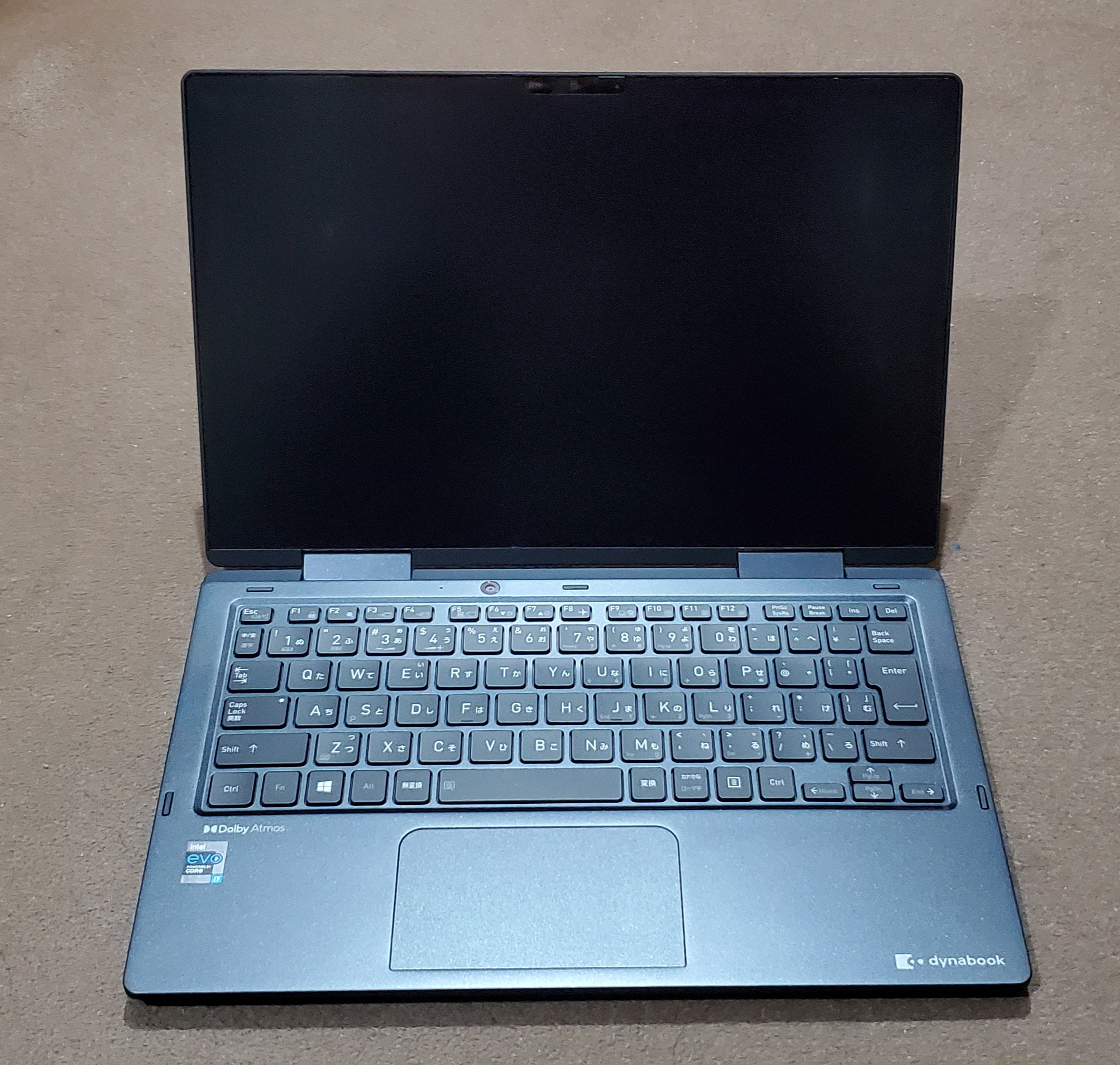
dynabook VZ83（Webカスタマイズモデル・2020年）
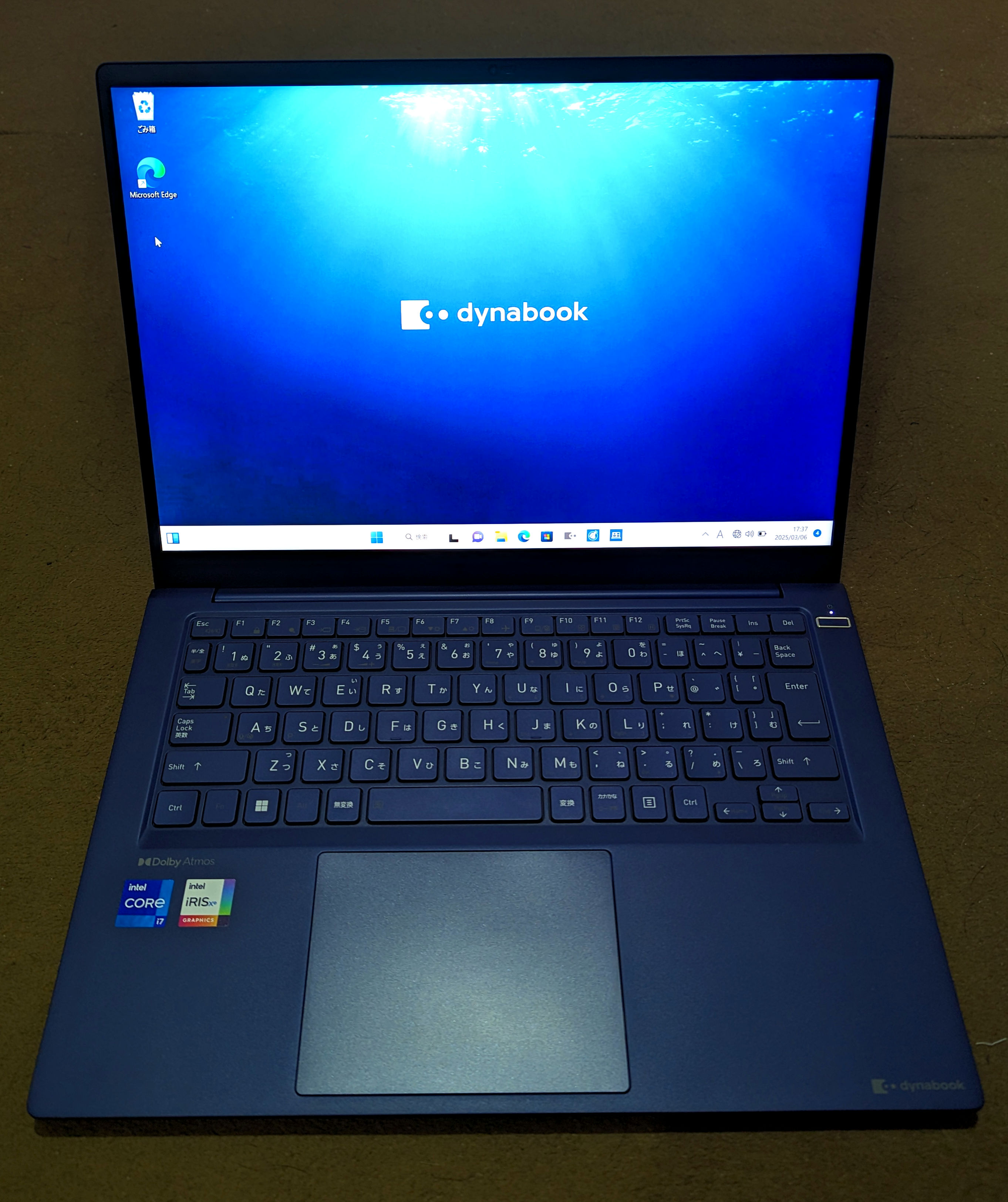
dynabook R8（2023年）

ダイナブック(dynabook)の商標は日本国内のみで使用されている。
dynabook （ダイナブック）
A4ノートおよびB4ノートのミドル～エントリークラスのノートPC。一般的なA4ノートおよびB4ノート。「Qosmio」及び「dynabook Qosmio」が設定されていた時は主に普及帯のPCで使われていた。
dynabook T（T4/T5/T6/T7/T8/T9）
- dynabookの基盤となる15.6インチ/16.1インチスタンダードノート。2019年夏モデルより2018年夏モデルを継続販売していた「dynabook T45/T55/T65/T75」から移行された。
- CPUはモデルによって異なり、T4はCeleron 3865Uを、T5はCore i3-8130Uを、T6はCore i7-8550U、T7/T9はCore i7-8565Uをそれぞれ搭載する。T9は16GBの大容量メモリやHDD+SSDのデュアルストレージが搭載されている。T5/T7/T9は「Windows Hello」対応赤外線顔認証を搭載しており、T7とT9は赤外線センサーと可視光センサーをまとめた小型赤外線顔認証センサーを、T5は赤外線CMOSセンサーを採用した小型カメラモジュールがそれぞれ搭載されている。
- 2019年秋冬モデルは、T4/T5/T9がモデルチェンジされ、T4はCPUをCeleron 4205Uに変更、T5はCPUをCore i5-8265Uへ変更し、メモリを8GBに倍増。T9は本体サイズはそのままでディスプレイを16.1インチに大型化。同時にT9をベースにメモリを8GBとしたT8が新設された。
- 2020年春モデルは、T6とT7がモデルチェンジされ、T6はメモリを8GBに倍増され、ストレージを256GB SSDに変更。T7はCPUを第10世代のCore i7-10510Uに、ストレージを512GB SSDにそれぞれ変更され、無線LANはWi-Fi 6（IEEE802.11ax）に対応した。
- OfficeはHome & Business 2019を採用。
- カラーはすべてのモデルでサテンゴールドを設定するほか、モデルによりリュクスホワイト（T4/T5/T7に設定）、プレシャスブラック（T4/T5に設定）、モデナレッド（T4に設定）、フォーマルロゼ（T7に設定）、スタイリッシュブルー（T7/T9に設定）を設定し6色で展開していたが、2019年秋冬モデルでプレシャスブラックとモデナレッドが廃止され、T4はフォーマルロゼとスタイリッシュブルー、T5はスタイリッシュブルーがそれぞれ追加された。2020年春モデルはT7がリュクスホワイトとスタイリッシュブルーの2色展開となった。
- 2025年春モデルでは、画面が16:10比率の16インチ液晶になり、CPUも第13世代インテルCoreプロセッサに更新された。また、X(CHANGER)シリーズ同様ユーザーが自分でバッテリーを交換することが可能になった。USB-CはThunderbolt 4に対応し、OfficeはHome ＆ Business 2024+Microsoft 365 Basicに更新された。ラインナップは、Core i7-1360Pを搭載してメモリを32GB、SSDを1TB、ブルーレイドライブを搭載したT9、T9からメモリを16GBに、SSDを512GBに変更したT7、T7からCPUをCore i7-1355Uに、光学ドライブをDVDマルチに変更したT6、T6からCPUをCore i3-1305Uに、SSDを256GBに変更したT5の4種類が用意される。

dynabook X（X4/X5/X6/X7）
- 2019年春モデルから追加された15.6インチベーシックノート。
- X4はCPUがCeleron 3865U、ストレージは256GB SSD、ディスプレイはHD（1,366×768ドット）のノングレア液晶を採用。X5はCPUがCore i3-8130U、ストレージは1TB HDD、ディスプレイはFull HD（1,920×1,080ドット）・IPS方式のClear Super View液晶を採用する。ワイヤレスマウスはX4のみ同梱される。
- 2019年夏モデルは、X5をモデルチェンジ（X4は2019年春モデルを継続）。2019年春モデルは同梱されていなかったワイヤレスマウスが同梱されるようになった。同時に、X5をベースに、CPUをCore i5-8250Uにスペックアップし、ストレージをX4と同じ256GB SSDに変更したX6が新設され、3モデルとなった。
- 2020年春モデルは、3モデル共にモデルチェンジされ、X4はCPUをCeleron 3867Uに変更、X5はストレージを256GB SSDに変更、X6はメモリを8GBに倍増された。同時に、CPUにCore i7-8565U、光学ドライブにBlu-ray Discドライブを搭載し、ストレージはHDDとPCIe対応SSDのデュアルストレージとした最上位モデルとなるX7が新設され、4モデルとなった。
- OfficeはHome & Business 2019を採用。
- カラーはサテンゴールドで、X7はリュクスホワイトとスタイリッシュブルーを追加した3色展開となる。

dynabook C（C7/C8）
- 2020年春モデルの追加モデルとして発表された15.6インチスタンダードノート。
- CPUに第10世代・ヘキサコア(6コア)・12スレッドのCore i7-10710U、ストレージはPCIe対応の512GB SSDとintel OptaneメモリーH10のデュアルストレージ仕様、メモリは大容量の16GBを搭載し、無線LANはWi-Fi 6（IEEE802.11ax）に対応している。
- グラフィックスはCPU内蔵グラフィックス（intel UHD Graphics）に加え、専用グラフィックスの「NVIDIA GeForce MX250」も搭載する。
- ディスプレイはシャープ製のノングレアIGZO液晶が搭載されており、独自のアルゴリズムによる超解像技術（「TVコネクトスイート」上で有効となる）も搭載される。上部に「Windows Hello」対応赤外線顔認証センサーが搭載されている。
- 15.6型のスタンダードノートながら、光学ドライブを非搭載とすることで厚さ約19.9 mmの薄型設計とし、バッテリー稼働時間は約13.5時間の長時間稼働を実現しており、バッテリー駆動時間の約40%を30分で充電可能な「お急ぎ30分チャージ」に対応している。
- 2020年4月に追加モデルとしてC7を追加。CPUが第10世代・クアッドコア(4コア)のCore i7-10510Uに、ディスプレイはノングレアIPS液晶に、ストレージはPCIe対応256GB SSDと1TB HDDのデュアルストレージに、メモリは8GBとなり、グラフィックスはCPU内蔵グラフィックス（intel UHD Graphics）のみ、バッテリー稼働時間は約9.5時間となる。質量はC8（約1.84 kg）よりも更に軽量化され、約1.79 kgとなっている。
- OfficeはHome & Business 2019を採用。
- カラーはスタイリッシュブルーとリュクスホワイトの2色が設定される。
- スタンダードタイプの大型ノートPCでありながら、光学ドライブは全て非搭載となる。
- 2020年秋冬モデルは、C8,C7,C6がインテルの第11世代Coreプロセッサ（C8とC7がCore i7-1165G7、C6がCore i5-1135G7）搭載になり、全モデルで抗菌キーボードを採用。また、C8とC7には約200万画素の高精細Webカメラを搭載。カラーはスタイリッシュブルー、リュクスホワイト、サテンゴールドの3色。C7のみこの3色のうちから選べ、C8とC6はスタイリッシュブルーとサテンゴールド、C5とC4はスタイリッシュブルーとリュクスホワイトの2色となる。
- 2025年春モデルでは、画面が16:10比率の16インチ液晶になり、CPUも第13世代インテルCoreプロセッサに更新された。また、同日発表のTシリーズ同様ユーザーが自分でバッテリーを交換することが可能になった。CPUをCore i7-1355U、メモリを16GB、SSDを512GB搭載したC7と、C7からCore i5-1334Uに、SSDを256GBに変更したC6の2タイプが用意される。OfficeはHome ＆ Business 2024+Microsoft 365 Basicに更新された。

dynabook Z（Z7/Z8）
- 2019年秋冬モデルから追加された15.6インチハイスペックスリムノート。ダイナブック公式でモバイルノートとしてラインナップされている。
- ディスプレイはシャープ製のノングレアIGZO液晶を搭載。スタンダードノートと同じ画面サイズを持ちながら、狭額縁や高密度実装技術により、約1.399 kg（オニキスブルーの場合、パールホワイトは約1.409 kg）の軽量設計を実現しつつ、マグネシウム合金ボディ・ハニカムリブ構造（一部）・防滴構造キーボードを採用し、ドイツの第三者認証機関による防滴・落下・面加圧の耐久テストやMIL規格に準拠した10項目の耐久テストをクリアしている。
- Thunderbolt 3/USB PD対応の USB Type-Cコネクタを2基装備し、無線LANはWi-Fi 6（IEEE802.11ax）を搭載。キーボードは、あえてセンター配置にすることでテンキーを省いている。バッテリー駆動は最大19時間に加え、30分の充電で約7.5時間の使用が可能な「お急ぎ30分チャージ」にも対応。
- Webカメラは手動式のWebカメラシャッターを備え、Z8はディスプレイ上部に赤外線センサーと可視光センサーで構成された小型赤外線顔認証センサー方式の「Windows Hello」対応赤外線顔認証を搭載している。
- CPUはKaby Lake Refresh-Uを搭載し、Z7はCore i5-8265Uを、Z8はCore i7-8565Uとなる。メモリやSSDの容量も異なり、Z7はメモリ8GB・SSD256GB、Z8はメモリ16GB・SSD512GBで、キャッシュメモリとしてintel Optane メモリーも別に搭載されている。
- OfficeはHome & Business 2019を採用。
- カラーはオニキスブルーとパールホワイトの2色展開となる。
- 2020年8月に「8K映像編集PCシステム」の法人向けモデルとしてCPUをCore i7-10710U、PCIe対応1TBSSD、32GBメモリ、4K対応IGZO液晶にアップグレードしたZ95が発売された。Office Home&Business 2019の有無が選択出来る。カラーはオニキスブルーで、外付けGPU BOX（NVIDIA Quadro RTX 4000搭載）とのセット販売のみ。2021年7月に、一般向けにも単体での発売が開始された。

dynabook G（G5/G6/G7/G8/G9）
- 2019年春モデルで追加されたdynabook30周年記念モデルであり、Dynabookとシャープの初の協業によって生まれた13.3インチモバイルノート。Gは「Genuine（純粋な）」の意。
- R63よりも更に小型化しつつも、フルサイズHDMI端子や有線LAN端子を搭載し、DDR4メモリもオンボード化された。
- 貫通基板、顔認証カメラの小型化、DDR4メモリのオンボード化等で約779 g（G6のオニキスブルーモデル及びG5の場合）の軽量設計としながらも、ドイツの第三者認証機関による落下・面加圧の耐久テストやMIL規格に準拠した10項目の耐久テストをクリアしている。
- CPUはKaby Lake Refresh-Uを搭載し、G5はCore i3-8130U、G6はCore i5-8250U、G7とG8はCore i7-8550Uとなる。ストレージは全モデルPCIe対応SSDを搭載（容量が異なり、G5は128GB、G6/G7は256GB、G8は512GB）。G7とG8はディスプレイ上部に赤外線センサーと可視光センサーで構成された小型赤外線顔認証センサー方式の「Windows Hello」対応赤外線顔認証を搭載している。
- 2020年春モデルは、ラインナップをG5/G6/G8の3モデルに絞り、CPUを第10世代Core iファミリーに変更（G5:Core i3-10110U、G6:Core i5-10210U、G8:Core i7-10710U）され、G8は6コア（ヘキサコア）CPUとなり、無線LANはWi-Fi 6（IEEE802.11ax）に対応した。G5とG6は「Windows Hello」対応赤外線顔認証が搭載され、ストレージをシリアルATA対応SSDに変更されたものの、G5は容量を256GBに倍増。G6はメモリが8GBに倍増された。
- OfficeはHome & Business 2019を採用。
- カラーはオニキスブルーで、G5を除くモデルはパールホワイトも設定される（当初はG6のみだったが、2020年春モデルでG8にも設定された）。
- 2020年秋冬モデルはモデルがG8とG6の2つに絞られ、CPUをインテルの第11世代Coreプロセッサ（G8がCore i7-1165G7、G6がCore i5-1135G7）に変更し、G8はメモリが16GBに増大、G6のSSDもPCIeに変更された。キーボードが2割拡大され正方形に近い形になり、クリックパッドも大型化された。カラーは、オニキスブルーとパールホワイトの2色。
- 2022年3月には、第12世代CoreプロセッサのCore i7-1260Pを搭載しメモリを32GBに増量したG9が発売された。同年7月には、G8とG6も第12世代Coreプロセッサ（G8はG9と同じ、G6はCore i5-1240P）に更新された。
- 2023年5月発売のモデルでは、G8とG6が第13世代Coreプロセッサ（G8がi7-1360P、G6がi5-1340P）に更新され、付属するOfficeがHome&Business 2021に加え100GBのクラウドストレージ、広告非表示のOutlookメールが1年間無料（2年目以降は有料）で使用できるMicrosoft 365 Basicが搭載された。
- 2024年秋冬モデルでは、Copilotキーが追加されOfficeはOffice Home & Business 2024+Microsoft 365 Basicに変更された。

dynabook S（S3/S6）
- 2019年秋冬モデルから追加された13.3インチモバイルノート。
- 「dynabook G」の性能を受け継ぎつつ、素材をプラスチックに変更するなどカジュアル志向としたモデル。重量は約1.119 kgに抑えており、ドイツの第三者認証機関による落下・面加圧の耐久テストやMIL規格に準拠した10項目の耐久テストをクリアする強堅ボディを採用している。
- バッテリー駆動は最大9.5時間で、30分の充電で約4時間の使用が可能な「お急ぎ30分チャージ」にも対応。
- CPUはS3にCeleron 3867Uを、S6にKaby Lake Refresh-UのCore i5-8250Uをそれぞれ搭載し、ストレージは256GB SSDを採用。メモリはS3は4GB、S6は8GBを搭載する。
- OfficeはHome & Business 2019を採用。
- カラーはモデナレッドとデニムブルーの2色展開である。
- 2020年秋冬モデルは、S6がインテルの第11世代Coreプロセッサ（Core i5-1135G7）、S3がCeleronプロセッサ（6305）に変更し、キーボードが2割拡大され正方形に近い形になり、クリックパッドも大型化された。Windows Hello対応の指紋認証センサーも搭載されている。カラーは、オニキスブルーとパールホワイトの2色。
- 2022年夏モデルでは、ボディが従来のSシリーズに比べて奥行が25.3 mm、薄さが3.95 mm、幅が10.1 mm小さくなり、CPUも第12世代インテルCore i5-1235Uに刷新。また、ボディには細菌などの増殖を抑える抗菌加工を施している。
- 2025年夏モデルでは、CPUがCore 5 120Uに変更され、OfficeもHome ＆ Business 2024+Microsoft 365 Basicに更新された。

dynabook V（V4/V6/V7/V8）
- ディスプレイを回転させることでタブレットとしても使用可能な12.5インチコンバーチブルモバイルノート。2018年春モデルを継続発売していた「dynabook V62/V72/V82」から移行した。
- マグネシウム合金ボディを採用するとともに、高密度実装などの薄型・軽量化技術に加え、パームレスト部に補強リブ構造を採用するなど、剛性アップが図られた。併せて、ドイツの第三者認証機関による落下試験や面加圧試験を行い、MIL規格に準拠した10項目の耐久テストをクリアするほか、ヒンジも高信頼性2軸ヒンジを採用している。
- 30分の充電で約5.5時間（V7/V8）または約6時間（V6）の駆動が可能な急速充電を行い、フル充電時は30分経過後に充電速度を低下してバッテリー劣化を予防する「お急ぎ30分チャージ」に対応している。
- 吸気口を底面だけでなく背面にも設けることで効率性を高めた空冷システム「W吸気空冷システム」が採用されている。
- ディスプレイはタッチパネルを搭載するとともに、強化ガラス「Corning Gorilla Glass」を採用したノングレアタイプとなっており、画面上への手書きが可能なペンも同梱されている。
- CPUはKaby Lake Refresh-Uを搭載し、V6はCore i3-8130U、V7はCore i5-8250U、V8はCore i7-8550Uとなる。ストレージは全モデルSSD（シリアルATA）でモデルにより容量が異なる。
- カラーはオニキスブルーとなる。
- V6はその後生産終了となっており、2020年秋冬モデル発売まではV7とV8の2モデルのみとなっていた。後述のV8/V6（2020年秋冬モデル）発売後、「Dynabook Direct」で旧V7同様のスペックで価格を抑えたカスタマイズモデルのVZ/LSが2021年3月に発売された。
- 2020年秋冬モデルでは、ラインナップがV8とV6の2種類になり、CPUにインテルEvoプラットフォームの第11世代Core iプロセッサー（Tiger Lake）を搭載した（V8がCore i7-1165G7、V6がCore i5-1135G7）。Evoプラットフォームに対応したことで、一部のPC用ゲームも快適に動作する。赤く光るキーボードバックライトも搭載され、バッテリー駆動時間は最大24時間。前機種同様30分で約40%まで急速充電できる「お急ぎ30分チャージ」にも対応する。無線LANも「WiFi6 GIG+」に、Thunderbolt端子は4(USB4 Type-C)に更新された。Windows Helloに対応した顔認証対応前面カメラにはセキュリティシャッターが搭載され、物理的に撮影を防ぐことも可能。ディスプレイもIGZO搭載の13.3インチに大型化され、付属のワコム製アクティブペンを使用した4096筆圧レベル感知対応になった。メモリはV8が16GB、V6が8GBで共にデュアルチャネル対応、SSDはPCIe対応に変更になりV8が512GB、V6が256GB。カラーはプレミアムブラックのみ。「Dynabook Direct」のカスタマイズモデルであるVZ/HP及びVZ/HRではキーボードバックライト色が白に、カラーはダークブルーに変更となる。
- 2021年10月には、追加モデルとしてOSにWindows 11 Homeを搭載してOfficeをHome&Business 2021に、CPUにCore i3-1115G4を搭載したエントリーモデルのV4が発売された。それ以外の特徴は、インテルEvoプラットフォーム非対応な点を除いてV8・V6と同じ。
- 2022年秋冬モデルではCPUが第12世代インテルCoreプロセッサに刷新され、搭載している無線LANもWi-Fi 6Eに対応した。
- 2023年秋冬モデルでは、CPUが第13世代インテルCoreプロセッサに刷新された。V6もメモリが16GBに増量され、Office Home & Business 2021に加えMicrosoft 365 Basic一年無料権が追加された。
- 2025年夏モデルでは、CPUがインテル Core Ultraプロセッサ（第1世代）に更新され、V8がCore Ultra 7 155U、V6がCore Ultra 5 125Uを搭載、メモリは共に16GBで、SSDがV8が512GB、V6が256GB。OfficeはHome ＆ Business 2024+Microsoft 365 Basicに更新された。

dynabook K（K1/K2）
- 2020年春モデルの追加モデルとして発表された10.1インチデタッチャブル2in1。
- 単体ではピュアタブレットとして、付属のキーボードと接続するとモバイルノートとしても使用可能である。スタンドレスの自立デザインで、しっかりと接続されるので使用中に滑り落ちるリスクも少なくなっている。
- カーソルの速さ（分解能）が変更可能なレーザー式ワイヤレスマウス（ブラック）も同梱される。ペンはオプション設定だが、期間内に購入・応募することでアクティブ静電ペンが進呈される。
- ディスプレイは広視野角・ノングレア液晶を採用。背面（アウト）に約500万画素・前面（イン）に約200万画素のカメラが搭載される。
- コネクタこじり試験・ヒンジ開閉試験・振動試験・100 kgf面加圧試験・76 cm落下試験・30 cc防滴試験などの品質テストを実施している。
- 約16時間の長時間稼働を実現し、バッテリー駆動時間の約40%を30分で充電可能な「お急ぎ30分チャージ」に対応している。
- CPUはデュアルコアのCeleron N4020、ストレージは128GBフラッシュメモリ、メモリは4GBを搭載する。
- OfficeはHome & Business 2019を採用。
- カラーはゴールドとなる。
- 2024年2月に発売されたモデルでは、筐体の外周に滑りにくく耐衝撃性熱可塑性ポリウレタンを採用し、充電式アクティブ静電ペンを付属。CPUはCeleron N4500になりメモリも8GB、ストレージも256GBへ倍増。OfficeはHome&Business 2021に加え「Microsoft 365 Basic」が搭載された。
- 2025年夏モデルでは、OfficeがHome ＆ Business 2024+Microsoft 365 Basicに更新された。

dynabook F(F8/F6)
- 2020年秋冬モデルから登場した、15.6インチ2in1ノート。
- CPUには、インテルの第11世代Coreプロセッサ（F8がCore i7-1165G7、F6がCore i5-1135G7）を搭載し、太さや濃淡を表現できる4096筆圧感知レベルに対応したタッチパネル液晶を採用。
- 低音用と高音用で独立させた2ウェイ4スピーカーをキーボード上部と底面に2個ずつ搭載し、音質を向上させるドルビーアトモスにも対応。
- OfficeはHome & Business 2019を採用。
- カラーは、プレミアムシルバーのみ。

dynabook B（B45/B55/B65/B75）
- 15.6インチビジネスノート。2015年まで発売されていた「dynabook Satellite B」シリーズの後継である。
- 2019年7月発表モデルは、Celeron 3865Uを搭載したB45、Core i3-8130U又はCore i5-8250Uの選択が可能なB55、Celeron 3865UからCore i7-8650Uまでの6種類のCPUから選択が可能なB65、Intel vPro搭載のCore i5又はCore i7の選択が可能なB75の4モデルがあり、B55とB75は顔認証センサーとUSB Type-Cコネクタを搭載したB55/CM、B75/CMもラインナップする。
- 本モデルは、ディスプレイフレームの左下に「TOSHIBA」ロゴが表記されていた（2023年現在のモデルはdynabookロゴになっている）。
- ストレージの種類・容量など仕様の選択が可能なカスタムメイドで市販されていないが、特定の販売店向け限定モデルとして設定があるほか、「Dynabook Direct」は「dynabook B」をベースにした限定モデルの「dynabook BZ」が販売されている。
- 2025年夏モデルのB86では、CPUがインテル Core Ultraプロセッサ（第1世代、Core Ultra 7 165U,155U / Ultra 5 135U,125U）に更新され、画面サイズも16:10の16型にアップした。

dynabook Chromebook C(C1,C70)
- Dynabookとシャープが共同開発したLTE内蔵の11.1型Chromebook。ブランドはdynabookだが、商品企画はシャープとDynabookが共同で行っており、販売及びサポートはシャープが行う。
- CPUにSnapdragon 7cを採用しメモリは4GB、eMMCは32GB。Wi-Fi 5だけでなくLTE通信にも対応し、15秒チャージすれば45分使える本体収納ペンをオプションで設定する。堅牢性に関しても、MIL-STD-810G準拠テストをクリアしている。2021年6月には、Wi-Fi専用モデルも発表された（発売は7月下旬以降）。
- 2024年11月に、後継モデルとなるC70を発表、12月上旬発売予定。筐体の外周に、熱可塑性ポリウレタンを採用して落下による破損リスクを低減。「GIGAスクール構想」第2期対応スペックで、メモリは8GBが選択可能になり、CPUはMediaTek Kompanio 520。ストレージも従来の32GBに加え64GBも選択可能になった。

dynabook M(M7/M6)
- 2021年夏モデルで登場した新シリーズ。自宅内で使う「ホームモバイルノートPC」として設定された。14型ながら、旧機種であるdynabook R73よりも小さい表面積を実現し、重量もオニキスブルーモデルで1.47 kgを実現。
- ハイパフォーマンスを安定して持続させる独自技術「dynabook エンパワーテクノロジー」を採用し、CPUには第11世代インテルCoreプロセッサ（M7がCore i7-1165G7、M6がCore i3-1115G4）を搭載し、メモリは8GB（最大32GBまで交換可能）。SSDは共にPCIe対応でM7が512GB、M6が256GB。バッテリー駆動時間は最大15時間で、お急ぎ30分チャージにも対応。
- 無線LANはWi-Fi 6に対応し、Thunderbolt4に対応したUSB4 Type-C端子を2つ装備。セキュリティ面では、Windows Helloに対応した指紋センサーを搭載する。
- OfficeはHome & Business 2019を採用。
- カラーは、オニキスブルーとパールホワイトの2色。
- 2022年秋冬モデルでは、CPUが刷新されM7は第12世代インテルCore i7-1260Pプロセッサ、M6は第12世代のCore i3-1215Uに変更されている。
- 2025年夏モデルでは、CPUが変更されM7がCore i7-1360P、M5がCore 5 120Uに変更された。OfficeもHome ＆ Business 2024+Microsoft 365 Basicに更新された。

dynabook Y(Y6)
- 2021年夏モデルで登場した新シリーズ。
- CPUにはCore i3-10110Uを採用し、メモリは8GB。SSDはPCIe対応の256GBで、液晶は15.6インチのHD。
- セキュリティ面では指紋センサーを搭載している。
- OfficeはHome & Business 2019を採用。
- カラーは、リュクスホワイトのみ。

dynabook GS(GS5/GS4)
- 2021年秋冬モデル。Gシリーズのボディを活かしてSシリーズを小型軽量化させたスタンダードモバイルノート。
- CPUには、インテルの第11世代Coreプロセッサ（Core i3-1115G4）を搭載。TDP 28Wで駆動できる独自技術の「dynabookエンパワーテクノロジー」に対応。メモリは8GBでデュアルチャネル対応。SSDはPCIe対応の256GB。
- バッテリー及び重量に関しても、Sシリーズでは最大10時間だったのが最大14時間に延び、重量も1.119 kgから978 gに軽量化された。
- OSはWindows 11 Homeを搭載し、OfficeもOffice Home&Business 2021が搭載される。
- プライバシー面では、Webカメラに物理シャッターが搭載され、FnとAの同時押しでマイクを切ることが出来るワンタッチマイクミュートを搭載した。但し、Gシリーズに搭載されていた顔認証は搭載されていない。
- USBは、Thunderbolt 4（USB4 Type-C）とUSB 3.1(Gen1)Type-Aがそれぞれ2つずつ。有線LAN端子も備える。
- カラーは、オニキスブルーのみ。
- 2022年1月に、Core i5-1155G7を搭載した（メモリやSSDはGS4と同じ）GS5が発売された。
- 2022年秋冬モデルでは、CPUがCore i5-1240Pに変更された。また、Windows Hello対応の指紋認証センサーが搭載された。
- 2023年秋冬モデルでは、CPUがCore i5-1334Uに変更され、Office Home & Business 2021に加えMicrosoft 365 Basic一年無料権が追加された。
- 2024年秋冬モデルでは、Copilotキーが追加されOfficeはOffice Home & Business 2024+Microsoft 365 Basicに変更された。

dynabook R(R9/R8/R7/R6)
- 2022年3月発売のプレミアムモバイルノート。従来のRシリーズの13.3型とほぼ同じ筐体でありながら14インチのWUXGA（1920x1200）液晶を搭載。
- また、液晶は色味はそのままにブルーライトを低減するテュフ・ラインランドのEyesafe認証ディスプレイになっている。AIが自動的にカメラ写りを最適化するAIカメラエフェクター、クリアな音声でオンライン通話が出来るAIノイズキャンセラーを搭載した。
- CPUは第12世代インテルCoreプロセッサ（R9とR8はi7-1260P、R6はi5-1240P）で、OSはWindows 11 Home。メモリはR9が32GB、R8が16GB、R6が8GB。SSDはPCIe対応でR9とR8が512GB、R6が256GB。R9はインテルEvoプラットフォームに対応する。
- セキュリティ面では、電源ボタン一体型指紋センサーを搭載する。
- カラーは、ダークテックブルーのみ。
- 2023年2月モデルでは、ラインナップがR9とR8のみになり、無線LANが最新規格のWi-Fi 6Eに対応しCPUも第13世代インテルCore i7-1360Pに刷新された。Dynabook DirectモデルではCore i5モデルも設定される。2023年秋冬モデルで、R6の後継でメモリを16GBに倍増、CPUをCore i5-1340PにしたR7が発売された。
- また、2023年11月には東京ゲームショウ2023で参考出品したRZを、RZ Special Editionとして50台限定でDynabook Directで発売。R9をベースにSSDを1TBに増量、バックライトキーボードは5色に光るように変更された。また、同モデル購入者のみAdobe Creative CloudコンプリートプランとXbox Game Pass Ultimateの各1ヶ月無料体験版が付属する。Officeは、Home & Business 2021に加えMicrosoft 365 Basic一年無料権も追加された。
- 2024年2月には、R9が仕様変更になり同社では初となるAI専用エンジン（NPU）「インテル AI Boost」を搭載したインテルCore Ultra 7 155H（Evoエディション準拠） を採用。メモリも32GBのLPDDR5Xと高速化された。また、キーボードの一部が変更され、「Copilot in Windows」を呼ぶ出すための専用キーがカーソルキーの左に設置された。
- 2025年夏モデルでは、R8とR7も第1世代Core Ultraプロセッサに変更になり（R8がR9と同じCore Ultra 7 155H、R7がCore Ultra 5 155H）、OfficeもHome ＆ Business 2024+Microsoft 365 Basicに更新された。また、「dynabook eSIM Startin’」を搭載した法人向けのRJ74/LYがラインナップに加わった。

dynabook X(CHANGER)(X83(CHANGER)、X74(CHANGER)、X8、X6、XP9(CHANGER))
- 2023年夏から設定されたプレミアムモバイルノート。最大の特徴として、バッテリーが自分で交換可能でありながら約800 g（最軽量構成） - 約950 gと軽量化を実現している。当初はビジネスモデルのみの設定だった。
- Gシリーズを使う法人向けユーザーからバッテリー・電源の不満があることから開発された。
- また、ユーザー自身でフィン部分のホコリを清掃できるダスト・クリーニング機構を搭載し、ディスプレイは16:10比率の13.3インチディスプレイ（タッチパネル選択可）、CPUは第13世代のインテルCoreプロセッサを搭載する（一番下のモデルでi3-1334U、最高は個人事業者・SOHO・自治体・教育機関向けでi7-1360P、企業向けでi7-1370P vProとなる）。また、キーストロークも標準の1.5 mmに加え2.0 mmの選択も可能。
- メモリは16GBが標準で最大32GB、SSDは256GBが標準で最大512GB。2023年11月からDynabook Directでも一般向けに販売が開始され、メモリが最大で32GB、SSDが最大で1TB、Microsoft Office Home & Business 2021、Microsoft 365 Basicの有無が選択できる。
- 2023年12月に一般向けモデルの発売が開始され、X8はCore i7-1360P、X6はCore i5-1340P。メモリはともに16GB、SSDは512GB。Microsoft Office Home & Business 2021、Microsoft 365 Basic（一年無料権）が付属する。
- カラーは、当初はRシリーズ同様のダークテックブルーのみだったが、一般向けには新色のダークテックシルバーが追加された。
- 2024年秋冬モデルで、13.3インチモデル（X8、X6）はCopilotキーが追加されOfficeはOffice Home & Business 2024+Microsoft 365 Basicに、また新たに14インチタイプのX74(CHANGER)が追加された。その後、2025年1月にはKDDIのau回線4年間利用し放題のeSIMを内蔵した法人向け「dynabook eSIM Startin’」を搭載したdynabook X83/LYが発売された。
- 2025年春モデルでは、14型モデルがXP9となり、CPUも第2世代インテルCore Ultra 258Vを搭載した。メモリは32GBでSSDは512GB。OfficeはOffice Home & Business 2024+Microsoft 365 Basic。また、「dynabook eSIM Startin’」を搭載したX74/LYがラインナップに加わった。

dynabook GA(GA73)
- 2023年秋から設定されたビジネス向けハイスタンダードモバイルノート。同社として初となるAMD Ryzenプロセッサ（Ryzen 7 7730UとRyzen 5 7530U）を搭載。
- メモリは8GBもしくは16GB、SSDは512GBもしくは256GB、LTE対応ワイヤレスWAN搭載の有無、Officeの有無が選択できる。最軽量モデルで薄さ約17.9 mm、軽さ約875 g -。
- バッテリー駆動時間も大型バッテリーを搭載したことで最大18.5時間（顔認証センサーを搭載したモデルは17.5時間）のロングバッテリーライフを実現している。30分で約40%充電出来るお急ぎ30分チャージも搭載した。液晶はタッチパネル付き、高輝度・高色純度・広視野角タイプ、スタンダードタイプの3種から選択できる。
- サイバー攻撃からPCを守るサイバーセキュリティ新基準のガイドライン「NIST SP 800-147」「NIST SP 800-155」「NIST SP 800-193」に準拠している。

dynabook NX
dynabook SSと同様に東芝が開発した12.1型モバイルPC。dynabook SS同等の機能を持ちながらSSシリーズよりも価格を抑え、更に女性向けにデザインを重視したモデル。2009年の春モデルはSSD128GB搭載モデルが20万円で購入出来るようになった。ビジネスでもプライベートでも気軽に使えることや、製造やパソコンの買い替えなどにおいて環境に重視していることを強調している。dynabook NXはdynabook SS RX2シリーズにベーシックモデルを設定したことで2009年秋冬モデルを最後に販売を終了した。
dynabook SS （ダイナブック エスエス）
B5モバイルノート。光学ドライブの有無と記憶媒体の違い、PowerPointの有無で4タイプ存在した。モバイルPCの先駆的存在。2005年にDVDドライブ搭載をしたdynabookSS・MXを導入。2007年Windows Vistaの発売時にレッツノートの一人勝ちだったモバイルPCに対抗するためにdynabookSS RXシリーズ（2010年1月現在「dynabook SS RX2」シリーズ）を発表した。特徴はDVDドライブや大容量バッテリーが標準装備され薄いことで、2011年10月現在でも光学ドライブ搭載の12.1型ワイド液晶搭載ノートPCとして世界最軽量である。レッツノート同様モバイルPCで人気モデルになった。スピーカーはモバイルノートに多いモノラルスピーカー仕様。2010年春モデルを最後に販売を終了した。
dynabook TV（ダイナブック ティーヴィー）
dynabookのTVチューナー内蔵モデル。後述の「Qosmio」の普及価格帯の位置付け。以前、「dynabook」ブランドでTVチューナー内蔵モデルを発売していたが、「Qosmio」の登場により一旦中断。2009年夏モデルから「dynabook TV」として同モデルが復活するも、「dynabook Qosmio」へ統合のため、2010年夏モデルを最後に再び販売を終了した。
dynabook Qosmio（ダイナブック コスミオ）
高性能グラフィックスとharman/kardonステレオスピーカーを搭載したハイエンドノートPC。TVチューナーの有無で「Qosmio」と棲み分けしていたが、2010年からTVチューナー搭載モデルが登場、後述の2010年夏モデルで「Qosmio」を吸収統合、さらに2010年秋冬モデルでdynabook TVシリーズも統合し、TVチューナー内蔵モデルの位置づけとなった。2013年夏モデルを最後に販売を終了した。
dynabook Satellite（ダイナブック サテライト）
ビジネス向けA4ノートPC。コンシューマー向けでほとんど廃された後も、内蔵FDDを装備していた。ただし、コンシューマー向けのdynabookと筐体を共通化している場合はFDDは存在しない場合がある。最近は店頭販売モデルの「dynabook」をベースに仕様変更（グラフィックス機能の強化など）を行った「東芝ダイレクトPC（現・Dynabook Direct）」限定のコンシューマー向けモデルやCADソフトなどの専門アプリケーション操作を快適に行えるだけでなく、現場や会議室に持ち込むようなモバイル環境でも高いパフォーマンスを実現したモバイル・ワークステーション仕様の「WS754」も存在していた。2016年春モデルからコンシューマー向けモデルと同じ「dynabook」へ統一したことに伴い、ブランド終息となった。
dynabook KIRA（ダイナブック キラ）
デザインや機能にこだわった13.3型ワイド液晶搭載プレミアムスリムモデル。他のモデルにも搭載されているharman/kardonステレオスピーカーをハーマン・インターナショナル社との共同開発による本機専用設計を行い搭載しているのが特徴である。元々は2013年4月にV832が追加発売されたタイミングでサブブランドとして立ち上げ、2013年春モデルのV632を同シリーズに移行。2014年夏モデルからはコンバーチブル&デタッチャブルモデルのL93が追加され、V63/V73/V83のUltrabookやスリムノートと合わせて複数のバリエーションが設けられた。2016年秋冬モデルでVシリーズがモデルチェンジにより「dynabook」へ戻したことに伴い、ブランド終息となった。
dynabook tab（ダイナブック タブ）
「dynabook」ブランドのタブレットモデル。発売当初はタッチパネル付8.0型ワイド液晶を搭載したVT484のみの設定だったが、2014年夏モデルでシリーズ名をS38に変え、新たに、タッチパネル付10.1型ワイド液晶を搭載したS50を追加。2014年秋冬モデルでラインナップが細分化され、8.0型ワイド液晶モデルはS68、10.1型ワイド液晶モデルはS80とS90の3シリーズを追加した。これらのシリーズはワコムと共同開発で、紙のノートの様な書き味と太さや濃淡の表現を実現したアクティブ静電結合方式を採用し、デジタイザーペンを追加で同梱、プリインストールアプリも手書きノート・キャプチャ・ボイスレコーダーの3種類のアプリで構成された「Truシリーズ」を追加している。2015年秋冬モデルでラインナップを整理し、10.1型液晶搭載のS80とS90のみのラインナップとなった。S90はBluetoothキーボードを同梱しており、磁石内蔵スタンドに立て掛けることで小型モバイルノートに変化し、キーボードやクリックパッドの操作が可能であった。2015年8月に法人向けモデルも設定され、2016年以降は法人向け専売となっていたが、2018年夏モデルを最後に販売を終了した。
dynaPad（ダイナパッド）
デタッチャブルタイプのB5モバイルノート。ディスプレイは12型・WUXGA+（画面解像度1,920×1,280ドット）の高精細液晶を搭載しており、Corning社の薄型強化ガラス「Corning Gorilla Glass 3」を採用するほか、液晶と表面ガラスの間に隙間が無いダイレクトボンディングの採用により乱反射を防ぎ、ペン先と液晶面のギャップが小さくなるためペンで書いた時の視差が少ない特徴がある。アンチリフレクション加工で日光や照明などの反射光を低減し、液晶画面は指紋が付きにくい耐指紋コーティングを施した。独自の高密度実装技術で基板回路を高密度に集約して片面実装し、Wi-Fiアンテナは筐体の断面構造に合わせて小型化して、キーボードを外したタブレット単体で厚さ約6.9 mm、重量約569 gの世界最小・最軽量を実現した。カーボンとプラスチック樹脂の一体成型ボディを採用して高剛性も両立している。キーボードドックは約19 mmのフルサイズキーピッチと約1.5 mmのキーストロークを確保し、タッチパッドを指で操作した時のみ有効になるパームリジェクション機能を備えたクリックパッドも搭載している。ワコム製のアクティブ静電結合方式を採用したデジタイザーペンを同梱しており、文字の太さや濃淡を自在に表現できるほか、ペン先を1.0 mmに細くして小さな文字も手書き入力が可能であった。タブレット本体はmicro USB2.0コネクタ（2系統）、HDMI(micro)コネクタ、micro SDカードスロットを搭載するほか、電子コンパス・加速度センサー・ジャイロセンサーも搭載する。「dynabook Tab」同様、2016年以降は法人向け専売となっていたが、2018年夏モデルを最後に販売を終了した。
DynaBook EZ （ダイナブック イージー）
個人・家庭向けA4ノートPC。「一太郎Dash」「Lotus 1-2-3」をROMで内蔵しており、電源投入後に表れる「DynaBookメニュー」から選ぶだけで、これらのソフトや住所録などの機能を利用できた。パソコンとワープロの中間に位置する機器である。熱転写プリンタを内蔵したラップトップ型の486P、CD-ROMドライブとビデオ出力を装備したマルチメディア志向の「Vision」もあった。いずれのモデルも液晶はモノクロであった。現在は販売していない。
DynaBook SatellitePro（ダイナブック サテライトプロ）
ビジネス向けA4ノートの上位モデル。現在は使われていない。
DynaBook TECRA （ダイナブック テクラ）
ビジネス向けA4ハイエンドノート。末期はアキュポイントとタッチパッド両方を装備したTECRA M5のみだった。現在は販売されていない。
DynaBook Portégé （ダイナブック ポーテジェ）
B5ノート。現在は販売されていない。
Qosmio （コスミオ）
テレビチューナーを標準装備した大型のフラッグシップAVノートPC。コンパクトデスクトップのような位置づけであり、モバイル用途に適さない。2010年夏モデルで「dynabook Qosmio」へ統合された。
Libretto （リブレット）
モバイルサイズのミニノート。Windows 95の時代からスーツのポケットに収まる小型ボディを実現した。このシリーズの思想は2008年10月に発売されたネットブックのNB100（→dynabook UXシリーズ）にほぼ引き継がれた。東芝ノートPC発売25周年記念モデルの1つとして、2010年6月に5年ぶりとなる新モデル「libretto W100」が発表された。現在は消滅。
dynaDesk（ダイナデスク）
2019年春（Dynabook株式会社への社名変更後）から設定されたビジネスデスクトップパソコン。
dynaDesk DT100
小型ボディに第8世代インテルCoreプロセッサを搭載。構成によっては高速NVMe SSDや無線LAN（WiFi5）も搭載可能。小型ながらも、ロープロファイルのPCI Express x1とx16をそれぞれ1スロット搭載している。
dynaDesk DT200
DT100の後継。搭載プロセッサが第12世代インテルCoreプロセッサに変更され、電源ユニットも「80Plus Platinum」認証のものに変更された。選択式の無線LANはWi-Fi 6 GIG+にバージョンアップし、特定用途向けにWindows 10 IoT Enterprise LTSC 2021を採用したモデルも登場した。
dynaDesk DT210
DT200の後継。搭載プロセッサが第14世代インテルCoreプロセッサに変更された。
dynaEdge（ダイナエッジ）
モバイルエッジコンピューティング向け小型デバイス。
dynaEdge DE100
片手で持ち運べるボディにCore m7-6Y75 vProもしくはCore m5-6Y57 vProプロセッサーを搭載。自社テストに加えドイツの第三者認証機関TUVによるテストとアメリカ国防総省制定MIL規格をクリアし、高い堅牢性を実証。作業現場でも扱いやすいよう、本体に5ボタン（方向＋中央ボタン）や指紋センサーを搭載し、万一落としたときに衝撃を吸収するラバーバンド等の採用で、ハンズフリー遠隔支援時の作業性向上に配慮された設計になっている。
dynaEdge DE200
DE100の後継。方向キーとボタンだけでアプリの操作が可能なdynaEdgeコントローラーはDE100よりも大型化され、CPUも第11世代インテルCoreプロセッサに更新された。
dynaEdge XR1
2025年3月から受注を開始した、現実世界とデジタル情報を同時に見られる透過型XRグラス。専用ソフトをPCにインストールしてUSB-Cで接続することでXRグラス上で仮想デスクトップを表示させることが出来る。オプションとして、XRコントローラー「dynaEdge C1」が用意される。

##### 世界展開のラインアップ
Satellite（サテライト）
コンシューマー向けA4エントリーノートパソコン
Satellite Pro（サテライト プロ）
ビジネス向けA4エントリーノートパソコン
Tecra（テクラ）
ビジネス向けA4ハイエンドノートパソコン
Portégé（ポーテジェ）
B5ノートパソコン・薄型ノートパソコン（日本におけるdynabook SS/dynabook Rシリーズにあたる）およびタブレットPC
Equium（エクィアム）
A4デスクノートパソコン（屋内、特に机上のみで使用されることを想定された比較的大きなノートパソコン）
欧州のみで販売されており、日本国内で販売されている同名の企業向けデスクトップパソコンとは全く別の商品。
KIRAbook（キラブック）
2013年5月に発表された海外かつ個人向けプレミアムブランド「KIRA」を冠するUltrabook。日本におけるdynabook KIRAシリーズにあたる。
一時期日本国内でもdynabookの名称と併記する形でこれらの名称が使用されていたが、現在はSatelliteを除き廃止されている。ただし、裏面の製品ラベルにこれらの名称が記載されているものもある。

#### ロゴ・命名ルール
1989年の初代モデルから2003年のC8シリーズ登場までは、DとBが大文字で斜体の『DynaBook』ロゴを使用してきたが、以降は小文字のみで正体の『dynabook』ロゴに改められた。この頃から、ハーマン・カードンのステレオスピーカーが搭載される機種が多くなった。
従来の命名ルールはカテゴリやグレードを示す2文字のアルファベットと、世代を表す数字を使用していた。2010年秋冬モデルから命名ルールを変更し、カテゴリーを表す1文字のアルファベットと3桁の数字でシリーズを示すようになった。3桁の数字は百の位から「グレード」・「画面サイズ（一の位）」・「世代」を表す。
アルファベットの意味は下記の通りである。（2025年1月現在。2つ以降名前がある場合は前者が以前のカテゴリ、後者が現在のカテゴリ。dynabook  directモデルはそれぞれの後ろにZが付く（例：VZ、RZ）。）
- V：モバイルノートブック（1スピンドル）→5in1プレミアムPenノート
- T：個人向けスタンダードノートブック→プレミアムオールインワンノート / オールインワンノート
- X：オールインワンノート→プレミアムモバイルノート
- C：ニュースタンダードノート
- Y：ニューベーシックノート
- F：5in1プレミアムPenノート
- S：ペンタブレット→スタンダードモバイルノート
- B：ビジネスノート（主に法人向けに販売されているが、一部販売店向けのモデルがあり、個人での購入も可能）
- R：ビジネス向けモバイル（2015年秋冬モデルでRXシリーズが新設するまで個人向けにも設定されていた）→プレミアムモバイルノート
- G：プレミアムモバイルノート
- GS：スタンダードモバイルノート
- M：ホームモバイルノート
- K：2in1デチャッタブル
- DE：法人向けモバイルエッジ
- DT：法人向けデスクトップ

- 過去のシリーズ
L：モバイルコンバーチブル
RX：個人向けモバイル
N：ネットノート及び2in1モバイル（元々はネットブックやCULVノートに用いられていたが、CULVノートは2011年春モデル、ネットブックは2012年春モデルをもってそれぞれ販売を終了し、シリーズそのものも終息していたが、2014年夏モデルでネットノートを発売し、シリーズを復活していた。2023年現在は無し。）

2014年夏モデルは世代を表す数字が無くなり、カテゴリーを表す1文字のアルファベットと2桁の数字でシリーズを示すようになった。型名はこれまでのハイフンなしから、世代を表す数字がハイフンに置き換わりハイフン入りとなった（例：L93/39Mの型名はPL93-39MKXGである）。
2014年秋冬モデルはシリーズ内におけるグレードを示す2桁の数字が無くなり、型番表記も変更となっている（例：T95/Nの型名はPT95NGP-LHAとなる）。
2015年秋冬モデルで個人向けB5サイズモバイルの新シリーズであるRXシリーズが登場（アルファベット2文字のシリーズは2010年夏モデル以来）。このシリーズに限り、型名は2014年春モデル以前に使用されていたハイフンなしとなった（例：RX82/Tの型名はPRX82TBPNWAとなる）。
Dynabook株式会社へ社名変更した2019年春モデル以降はアルファベットと組み合わさる数字が1桁となった。

#### アキュポイント

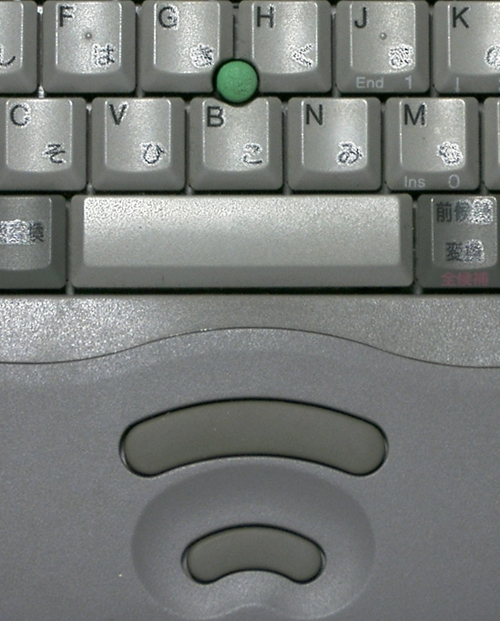
アキュポイント

かつての東芝ノートパソコンの特色の一つにアキュポイントがある。人差し指で操作するポインティングスティックとしてノートPCに採用され、独特の操作感覚・使用感のファンは多い。初期のタッチパッドは誤動作が多く機能が貧弱だったため、法人向け需要が多かった東芝のダイナブックは、安定した動作のアキュポイントを2000年頃まで多くのノートPCに搭載した。
タッチパッドの機能・感度が改善され、長時間の使用における操作性も良好になったことで、東芝ノートにも2000年頃よりタッチパッドが採用され始めた。2014年現在、アキュポイントは一部の直販及び法人向けモデルに搭載されている。

#### CMキャラクター
現在
- （2021年4月現在該当なし）

過去
- 鈴木亜久里（1989年 - 1992年）
- 星野真里
- 田村正和（2007年4月 - 2009年3月） - Qosmioも。
- 山下智久（2007年4月 - 2012年9月） - Qosmioも。
- 中村悠一
- 福山雅治（2000年、2012年11月 - 2015年1月） - 東芝グループであった当時、Dynabookだけでなく、同社製の液晶テレビ・ブルーレイレコーダー・Android搭載タブレットブランドであるREGZAのイメージキャラクターにも起用されていた。
- 有村架純（2017年11月 - 2018年12月）

### EQUIUM
（エクィアム）
コーポレート（法人）向けデスクトップパソコン。
旧東芝時代を含むDynabookはBREZZAブランドのコンシューマー（個人）向けデスクトップPC市場から1998年に撤退しdynabook Qosmio DXシリーズで再参入した2010年7月までの約12年間ラインナップが存在しなかったため、一般に東芝はノートパソコン専門メーカーとの誤解も決して少なくない。
以前は横置きの大型筐体やミドルタワーの物も存在していたが、現在はスリムサイズ以下となっている。
自社のノートパソコン「dynabook」は日本国内だけの名称だが、EQUIUMは海外でも使用されている。
EQUIUMは"公平"を意味するequityをもとにした造語である。

#### EQUIUMシリーズのラインアップ

##### 現行モデル
- S6900シリーズ - 筐体を一新したスモールサイズデスクトップ
- 5100シリーズ - さらに拡張性を重視したコンパクトデスクトップ
- 3200シリーズ - コストパフォーマンス重視のコンパクトデスクトップ

##### 販売完了モデル
- S5000シリーズ - ハイスモールサイズデスクトップ
- 5000シリーズ - 拡張性重視のコンパクトデスクトップ
- 3100シリーズ - コストパフォーマンス重視のマイクロタワーデスクトップ

## 広島市への機器納入をめぐる出来事
- 2020年（令和2年）までに、広島市が発注するコンピュータ機器の入札において、他社とともに受注調整に参加したことが表面化[32]。2022年（令和4年）10月6日、公正取引委員会は、談合に参加した各社に対して私的独占の禁止及び公正取引の確保に関する法律（独占禁止法）第3条（不当な取引制限の禁止）の規定に違反したとして排除措置命令及び課徴金納付命令を発出。さらに広島市は指名停止18か月の処分を課した[33]。